# Fortino Hipólito Vera y Talonia
Hipólito Vera y Talonia (12 de agosto de 1834 - 22 de septiembre de 1898) fue un Sacerdote católico mexicano, filósofo, historiador y escritor. Defensor de las apariciones de la Virgen de Guadalupe. Fue prelado de la Colegiata de Guadalupe en la Ciudad de México y primer obispo de la Diócesis de Cuernavaca. Su obra más leída fue Tesoro Guadalupano.

## Biografía

Epitafio que señala el lugar en que se encuentran los restos mortuorios de Fortino Hipólito Vera y Talonia.

Fortino Hipólito Vera y Talonia nació en el Barrio del Refugio del pueblo de Santiago Tequixquiac el 12 de agosto de 1834, fue un prelado mexicano de la colegiata de Guadalupe (hoy Basílica de Guadalupe).
Fue nombrado vicario foráneo de Amecameca de Juárez en 1871. Fundó el seminario en Amecameca, estableció la imprenta del colegio católico y erigió un observatorio meteorológico. En 1871, desarrolló obras y empresas culturales importantes: fundó la escuela politécnica, de la que solicitaron aventajados sacerdotes, ingenieros, relojeros, pintores impresores y encuadernadores. En la parroquia de la Asunción estableció una imprenta que llamó primero "Imprenta Católica" y después "Imprenta de Colegio Católico", por haber unido a ambas instituciones: la religiosa y la cultural.
En 1890 fue nombrado prebendado de la Colegiata de Guadalupe; en 1894 fue nombrado primer obispo de la Diócesis de Cuernavaca.
Fue escritor e historiador. Ya siendo obispo de Cuernavaca, entre sus escritos se cuentan recopilaciones sobre las apariciones de la virgen del Tepeyac en la que destacan: Tesoro Guadalupano. Noticia de los libros, documentos, inscripciones &c. que tratan, mencionan ó aluden á la Aparición y devoción de Nuestra Señora de Guadalupe (1889).[cita requerida]
Murió el 22 de septiembre de 1898 en la ciudad de Cuernavaca, sus restos fueron traídos 27 años después y descansan en el muro frontal del altar mayor de la parroquia de Santiago Tequixquiac.

## Obras
- Apuntamientos históricos de los concilios provinciales mexicanos y privilegios de América. Estudios previos al Primer Concilio Provincial de Antquera
- Biografía del Ilmo
- Señor Alcaldo
- Historia del primer concilio de Antequera
- Contestación histórico crítica en defensa de la maravillosa aparición de la Santísima Virgen de Guadalupe, al anónimo intitulado Exquisitio Historica y a otro anónimo también que se dice Libro de Sensación
- Tesoro Guadalupano, Noticia de los Libros, Documentos, Inscripciones, que tratan, mencionan o aluden a la Aparición y Devoción de Nuestra Señora de Guadalupe
- Catecismo geográfico-histórico-estadístico de la iglesia mexicana
- Colección de documentos eclesiásticos de México : o sea Antigua y moderna legislación de la Iglesia mexicana
- Escritores eclesiásticos de México, o bibliografía histórica eclesiástica mexicana
- Informaciones sobre la milagrosa aparición de la Santísima Virgen de Guadalupe, recibidas en 1666 y 1723
- Itinerario parroquial del Arzobispado de México y reseña histórica, geográfica y estadística de las Parroquias del mismo Arzobispado
- La milagrosa aparición de Nuestra Señora de Guadalupe,comprobada por una información levantada en el siglo XVI contra los enemigos de tan asombroso acontecimiento.